# Черново (Кізнерський район)
Черно́во (рос. Черново) — присілок (колишній виселок) в Кізнерському районі Удмуртії, Росія.
Населення становить 11 осіб (2010, 5 у 2002).
Національний склад (2002):
- росіяни — 80 %

Урбаноніми:
- вулиці — Лучна